# Aratta
Aratta är en rik stad som förekommer i gammal Sumerisk litteratur. Det finns framstående forskare, till exempel den iranske arkeologen Yousef Madjidzadeh, som tror att Aratta är Jiroftkulturen, från vilken arkeologiska lämningar hittades efter översvämningar år 2000.

## Beskrivning i sumerisk litteratur
I sumeriska skrifter beskrivs Aratta följande:
- Staden är väldigt rik och har ett överflöd av guld, silver, lapis lazuli och andra värdefulla material. De har även hantverkare som kan skapa föremål av dessa[3].
- Staden ligger långt bort och är svår att ta sig till men skall gå att nå med båt från Uruk.
- Staden var en gång gudinnan Inannas hem. Hon skiftade sedan sin allians till Uruk.
- Staden erövrades eller belägrades åtminstone av kung Enmerkar av Uruk.

## Omnämnanden i sumerisk literatur
Enmerkar och härskaren av Aratta: Gudinnan Inanna bor i Aratta men hon föredrar kung Enmerkar av Uruk framför den ej namngivne härskaren av Aratta. Enmerkar vill att Aratta skall underkasta sig Uruk och skicka sten från sina berg samt guld, silver och lapis lazuli som skall användas för att bygga ett tempel i Uruk. Inanna säger åt Enmerkar att skicka en budbärare till Aratta. Budbäraren korsar Zubi-bergen, Susa, Anshan och sen sju till berg innan han slutligen når Aratta. Aratta vill ha korn i utbyte mot metallerna och underkastelse och skickar tillbaka sändebudet med en del ädelstenar. När Enmerkar skickar korn ångrar de sig dock och vägrar underkasta sig. Enmerkar låter då göra en stridsklubba av de ädelstenar Aratta skickat vilket skrämmer Arattas härskare. Arattas härskare lägger dock fram förslaget att konflikten skall lösas med en envig mellan varsin utvald kämpe och Enmerkar går med på detta. Han skickar sitt svar till härskaren av Aratta och medan härskaren mottar Enmerkars svar sänder guden Ishkur ett regn över Aratta som får vildvete och kikärtor att växa. Härskaren tolkar dock detta som ett tecken från Inanna på att hon inte övergett dem och han kallar därmed på sin kämpe.
Enmerkar och En-suhgir-ana: Kung En-suhgir-ana (eller Ensuhkeshdanna) av Aratta begär att Enmerkar skall underkasta sig honom då han är Inanna's utvalde men Enmerkar vägrar och menar att han och Inanna är älskare. En trollkarl kommer då till Aratta från kungadömet Hamazi som har blivit förgjort. Trollkarlen erbjuder sig hjälpa En-suhgir-ana att kuva Uruk och En-suhgir-ana går med på detta. Trollkarlen färdas då till staden Eresh där han kastar en förbannelse över Uruks boskap. En trollkvinna kommer dock till Uruks undsättning och hon besegrar trollkarlen i en magisk duell och dränker honom i Eufrat. När En-suhgir-ana får veta trollkarlens öde blir han rädd och han underkastar sig Enmerkar.
Lugalbanda i bergsgrottan: Följer Lugalbanda som en dag kommer att efterträda Enmerkar. I berättelsen är Enmerkar på marsch genom bergen mot Aratta för att belägra staden. Lugalbanda blir sjuk och lämnas i en grotta för att dö men han återhämtar sig och tvingas själv ta sig ur bergen.
Lugalbanda och Anzu-fågeln: Lugalbanda blir vän med Anzu-fågeln, ett mytologiskt väsen, som hjälper honom att hitta vägen till Aratta och Enmerkars armé. Fågeln ger honom även en överjordisk snabbhet. När Lugalbanda når armén är den i full färd med att belägra Aratta men de har problem med att bryta sig in i staden. Lugalbanda tar då på sig uppgiften att färdas tillbaka till Uruk och be gudinnan Inanna om hjälp. Med sin nya förmåga att färdas snabbt gör han resan på en dag. Inanna ger råd om hur Aratta skall besegras men det framgår inte i texten huruvida staden faktiskt faller.

### Andra omnämningar i sumerisk literatur
Shulgi-dikten: "Jag fyllde den med skatter likt de i heliga Aratta" 
Shulgi och Ninlil's båt: "Aratta, fyllt av skatter" 
Hymn till Hendursanga (Hendursanga A): "Så att Aratta kommer överumplas(?), Lugalbanda står till ditt (Hendursangas) förfogande" 
Hymn till Nisaba (Nisaba A): "I Aratta har han (Enki?) placerat E-zagin (Lapis lazuli-templet) till hennes (Nisabas) förfogande"  
Gudea-cylindern om byggandet av Ningirsu-templet: "Rent likt Kish och Aratta" 
Tigi till Suen (Nanna I): "Mitt hjärtas skrin som jag (Nanna) skapat i glädje likt Aratta" 
Inanna och Ibeh: "Arattas otillgängliga berg" 
Gilgamesh och Huwawa (Version B): "De kan till och med vägen till Aratta"  
Tempelhymn: Aratta beskrivs som "respekterad" 
Kishtempelhymnen: Aratta beskrivs som "viktig" 
Klagosång över Ur: Arattas råd beskrivs "väga tungt" 

## Teorier om var Aratta låg
På tidigt 1900-tal rådde teorin om att Aratta egentligen var en epitet till staden Shuruppak och att det hänvisade till ett lokalt namn på guden Enlil. Så verkar dock inte längre vara fallet. Aratta är idag endast känt från sumeriska texter och myter vilket fått forskare att tvivla på att staden någonsin existerat. Vissa assyriologer och arkeologer har dock försökt placera staden med hjälp av de kriterier man får om den från de sumeriska texterna. Dessa  kriterier är följande:
- De som reser över land till Aratta måste passera Susa och Anshan samt flera bergsmassiv för att nå Aratta.
- Aratta utvinner eller har åtminstone tillgång till ädelstenar och värdefulla mineraler, att notera särskilt är lapis lasuli. Hantverkare i Aratta skapar värdefulla föremål av det.
- Någon form av vattendrag sammanbinder Aratta och Uruk. Men det är samtidigt långt från Uruk till Aratta.
- En sumerisk armé på 3000-talet f.Kr. kan ta sig från Uruk till Aratta.

1963 gjorde assyriologen Samuel Noah Kramer tolkningen att Aratta låg vid Urmiasjön, detta baserade han på den tolkning han gjorde av berättelsen om Lugalbanda. Han tolkade ordet hur-ru-um kur-ra-ka som "Hurumberget" och ansåg att namnet anspelade på Hurriterna vars rike senare var beläget i området kring Urmiasjön. Idag tyds hur-ru-um kur-ra-ka dock som "bergsgrotta" vilket även gett berättelsen sitt nuvarande namn "Lugalbanda i bergsgrottan".
Andra spekulationer är att Aratta låg längs Khorasanvägen som var en handelsväg som gick från Himalaya genom norra Iran och sen in i Mesopotamien. Denna teori har dock fått kritik i och med att den antog att riket Anshan låg i Zagrosbergen. Anshan identifierades dock 1973 som Tal-i Malyan vilket ligger cirka 600 km sydöst om Uruk. Inga kända vägar band samman dessa två platser och inga vattendrag knyter dem samman. Vidare verkar det närmast omöjligt för en sumerisk armé att marschera och föra krig i ett land där de först måste passera 550 km av elamitiskt land för att ens nå dit. Anshan är dessutom väl dokumenterad bortom litterära källor, något som inte kan sägas om Aratta.
Det finns dock fortfarande teorier om att Aratta skulle ha legat i östra Iran. Bland annat arkeologen Yousef Majidzadeh som menar att Aratta var Jiroftkulturen.
Sen 1973 har flera arkeologer dock varnat för att spekulera alltför mycket om var Aratta låg, framför allt då staden endast omnämns i myter och berättelser och inte i några andra källor. 